# دانیلو گومز
دانیلو گومز (به پرتغالی: Danilo Gustavo Vergne Gomes) هافبک اهل برزیل است که در شهر برزیل و در تاریخ ۱۵ اکتبر ۱۹۸۱ به دنیا آمده‌است.
دانیلو گومز در تیم‌های فوتبال Vitória، Portuguesa Desportos، Bahia، باشگاه ورزشی اینترناسیونال، باشگاه فوتبال توکیو، Atlas، Cruz Azul، Bahia، Atlas، León، Paulista، Red Bull Brasil، Guaratinguetá، Mirassol سابقهٔ حضور دارد.